# EHF European League 2021-22 (kvinder)
EHF European League 2021-22 var den 41. udgave af EHF European League (tidligere kendt som EHF Cup), som er en turnering for de næstbedste håndboldklubber i Europa for kvinder og arrangeres af European Handball Federation.
Neptunes de Nantes fra Frankrig, var forsvarende mestre. Turneringen blev vundet af den tyske topklub SG BBM Bietigheim der slog Viborg HK i finalen, med cifrene 31-20. Danske Herning-Ikast Håndbold vandt bronzemedaljerne efter sejr over rumænske CS Minaur Baia Mare, efter straffekastafgørelse. Final 4-stævnet blev afholdt i Vibocold Arena i Viborg og blev sponsoreret af Energi Viborg A/S.

## Oversigt
Oversigt over de 16 kvalificerede hold og de yderligere 18 hold der deltog i kvalifikationsturneringen.
| Gruppespil               | Gruppespil             | Gruppespil          | Gruppespil             |
| ------------------------ | ---------------------- | ------------------- | ---------------------- |
| Viborg HK                | Mosonmagyaróvári KC SE | CS Minaur Baia Mare | HK Lada                |
| Runde 3                  |                        |                     |                        |
| RK Lokomotiva Zagreb     | Herning-Ikast Håndbold | Chambray Touraine   | Neptunes de Nantes     |
| ESBF Besançon            | SG BBM Bietigheim      | DVSC Schaeffler     | Váci NKSE              |
| Storhamar Håndball Elite | SCM Gloria Buzău       | SCM Râmnicu Vâlcea  | HK Astrakhanotjka      |
| Zvezda Zvenigorod        |                        |                     |                        |
| Runde 2                  |                        |                     |                        |
| Hypo Niederösterreich    | ŽRK Bjelovar           | DHK Baník Most      | Paris 92               |
| Thüringer HC             | HSG Blomberg-Lippe     | TuS Metzingen       | MTK Budapest           |
| Tertnes HE               | Sola HK                | Molde HK            | MKS Lublin             |
| Zagłębie Lubin           | CS Măgura Cisnădie     | Kuban               | RK Radnički Kragujevac |
| ŽORK Jagodina            | CB Atlético Guardés    | BM Bera Bera        | H 65 Höör              |
| LC Brühl Handball        | Yalikavksports Club    |                     |                        |

## Kvalifikationsrunder

### Runde 2
22 kvalificerende hold deltog i EHF European League's første runde.
De første halvdel af kampene blev spillet den 16. til 17. oktober og anden del den 23.–24. oktober 2021.
| Hold 1                 | Samlet | Hold 2              | 1. kamp | 2. kamp |
| ---------------------- | ------ | ------------------- | ------- | ------- |
| Hypo Niederösterreich  | 48–52  | CB Atlético Guardés | 21–28   | 27–25   |
| Yalikavaksports Club   | 54–72  | MTK Budapest        | 24–33   | 30–39   |
| BM Bera Bera           | 53–48  | Paris 92            | 27–27   | 26–21   |
| RK Radnički Kragujevac | 46–58  | H 65 Höör           | 23–22   | 23–36   |
| Sola HK                | 68–57  | Kuban               | 37–33   | 31–24   |
| Tertnes HE             | 53–42  | ŽORK Jagodina       | 29–26   | 24–16   |
| TuS Metzingen          | 51–56  | HSG Blomberg-Lippe  | 27–28   | 24–28   |
| DHK Baník Most         | 52–52  | CS Măgura Cisnădie  | 26–27   | 26–25   |
| Thüringer HC           | 60–61  | Molde HK            | 32–35   | 28–26   |
| LC Brühl Handball      | 43–68  | Zagłębie Lubin      | 19–35   | 24–33   |
| ŽRK Bjelovar           | 45–78  | MKS Lublin          | 22–32   | 23–46   |

24 kvalificerende hold deltog i EHF European League's anden runde.
De første halvdel af kampene blev spillet den 13. til 14. oktober og anden del den 20.–21. oktober 2021.
| Hold 1               | Samlet | Hold 2                 | 1. kamp | 2. kamp |
| -------------------- | ------ | ---------------------- | ------- | ------- |
| ESBF Besançon        | 64–47  | CB Atlético Guardés    | 34–23   | 30–24   |
| SG BBM Bietigheim    | 60–38  | Tertnes HE             | 39–18   | 21–20   |
| Zvezda Zvenigorod    | 55–68  | Zagłębie Lubin         | 26–35   | 29–33   |
| DVSC Schaeffler      | 43–47  | CS Măgura Cisnădie     | 22–22   | 21–25   |
| Neptunes de Nantes   | 74–49  | H 65 Höör              | 39–24   | 35–25   |
| Sola HK              | 56–52  | HK Astrakhanotjka      | 36–25   | 20–27   |
| Storhamar HE         | 57–53  | SCM Gloria Buzău       | 31–27   | 26–26   |
| Váci NKSE            | 56–51  | HSG Blomberg-Lippe     | 32–27   | 24–24   |
| RK Lokomotiva Zagreb | 54–48  | MKS Lublin             | 25–21   | 29–27   |
| SCM Râmnicu Vâlcea   | 63–55  | BM Bera Bera           | 34–28   | 29–27   |
| Chambray Touraine    | 65–52  | Molde HK               | 30–27   | 35–25   |
| MTK Budapest         | 56–68  | Herning-Ikast Håndbold | 27–34   | 29–34   |

## Gruppespil

### Seedning
Seedningslagene blev offentliggjort den 25. november 2021.
| Pot 1                                                                | Pot 2                                                           | Pot 3                                                                              | Pot 4                                                                                  |
| -------------------------------------------------------------------- | --------------------------------------------------------------- | ---------------------------------------------------------------------------------- | -------------------------------------------------------------------------------------- |
| - Viborg HK - Mosonmagyaróvári KC SE - CS Minaur Baia Mare - HK Lada | - Váci NKSE - Sola HK - CS Măgura Cisnădie - Neptunes de Nantes | - Herning-Ikast Håndbold - ESBF Besançon - MKS Zagłębie Lubin - SCM Râmnicu Vâlcea | - RK Lokomotiva Zagreb - SG BBM Bietigheim - Chambray Touraine Handball - Storhamar HE |

## Gruppespil
Lodtrækningen for gruppespillet fandt sted torsdag den. 25. november 2021. I hver gruppe spiller holdene i et round-robin format (alle mod alle), á to kampe ude og hjemme.

### Gruppe A
| Pos | Hold                 | K | V | U | T | M+  | M-  | MF  | P  | Kvalifikation |       | SOL   | BES   | MKC   | LOK   |
| --- | -------------------- | - | - | - | - | --- | --- | --- | -- | ------------- | ----- | ----- | ----- | ----- | ----- |
| 1   | Sola HK              | 6 | 6 | 0 | 0 | 196 | 150 | +46 | 12 | Kvartfinaler  |       | —     | 34–27 | 27–22 | 25–18 |
| 2   | ESBF Besançon        | 6 | 3 | 0 | 3 | 182 | 188 | −6  | 6  | Kvartfinaler  |       | 32–39 | —     | 34–24 | 28–27 |
| 3   | Mosonmagyaróvár      | 6 | 3 | 0 | 3 | 160 | 165 | −5  | 6  |               |       | 26–31 | 38–30 | —     | 28–24 |
| 4   | RK Lokomotiva Zagreb | 6 | 0 | 0 | 6 | 139 | 174 | −35 | 0  |               | 25–40 | 26–31 | 19–22 | —     |       |

### Grupe B
| Pos | Hold                | K | V | U | T | M+  | M-  | MF  | P  | Kvalifikation |       | BIE   | BAI   | NAN   | ZAG   |
| --- | ------------------- | - | - | - | - | --- | --- | --- | -- | ------------- | ----- | ----- | ----- | ----- | ----- |
| 1   | SG BBM Bietigheim   | 6 | 6 | 0 | 0 | 188 | 134 | +54 | 12 | Kvartfinaler  |       | —     | 39–20 | 32–29 | 29–19 |
| 2   | CS Minaur Baia Mare | 6 | 2 | 1 | 3 | 154 | 182 | −28 | 5  | Kvartfinaler  |       | 20–28 | —     | 28–26 | 34–32 |
| 3   | Neptunes de Nantes  | 6 | 2 | 0 | 4 | 168 | 170 | −2  | 4  |               |       | 25–27 | 34–29 | —     | 28–28 |
| 4   | Zagłębie Lubin      | 6 | 1 | 1 | 4 | 149 | 173 | −24 | 3  |               | 21–33 | 23–33 | 26–27 | —     |       |

### Gruppe C
| Pos | Hold                   | K | V | U | T | M+  | M-  | MF  | P  | Kvalifikation |       | HIH   | STO   | MAG   | LAD   |
| --- | ---------------------- | - | - | - | - | --- | --- | --- | -- | ------------- | ----- | ----- | ----- | ----- | ----- |
| 1   | Herning-Ikast Håndbold | 6 | 6 | 0 | 0 | 193 | 161 | +32 | 12 | Kvartfinaler  |       | —     | 32–24 | 31–28 | 34–27 |
| 2   | Storhamar HE           | 6 | 3 | 0 | 3 | 178 | 172 | +6  | 6  | Kvartfinaler  |       | 27–35 | —     | 35–18 | 34–29 |
| 3   | CS Măgura Cisnădie     | 6 | 2 | 0 | 4 | 137 | 162 | −25 | 4  |               |       | 31–34 | 33–28 | —     | 27–24 |
| 4   | Lada Toljatti          | 6 | 1 | 0 | 5 | 139 | 152 | −13 | 2  |               | 24–27 | 25–30 | 10–0  | —     |       |

### Gruppe D
| Pos | Hold               | K | V | U | T | M+  | M-  | MF  | P  | Kvalifikation |       | VHK   | VAL   | CHA   | VAC   |
| --- | ------------------ | - | - | - | - | --- | --- | --- | -- | ------------- | ----- | ----- | ----- | ----- | ----- |
| 1   | Viborg HK          | 6 | 4 | 2 | 0 | 185 | 149 | +36 | 10 | Kvartfinaler  |       | —     | 31–20 | 29–29 | 42–21 |
| 2   | SCM Râmnicu Vâlcea | 6 | 4 | 1 | 1 | 178 | 172 | +6  | 9  | Kvartfinaler  |       | 30–30 | —     | 32–27 | 39–29 |
| 3   | Chambray Touraine  | 6 | 1 | 1 | 4 | 163 | 176 | −13 | 3  |               |       | 24–27 | 25–26 | —     | 29–27 |
| 4   | Váci NKSE          | 6 | 1 | 0 | 5 | 167 | 196 | −29 | 2  |               | 25–26 | 30–31 | 35–29 | —     |       |

## Kvartfinaler
| Hold 1              | Samlet | Hold 2                 | 1. kamp | 2. kamp |
| ------------------- | ------ | ---------------------- | ------- | ------- |
| CS Minaur Baia Mare | 69–61  | Sola HK                | 40–32   | 29–29   |
| ESBF Besançon       | 43–59  | SG BBM Bietigheim      | 23–29   | 20–30   |
| SCM Râmnicu Vâlcea  | 61–72  | Herning-Ikast Håndbold | 33–39   | 28–33   |
| Storhamar HE        | 68–71  | Viborg HK              | 31–33   | 37–38   |

### Kampe
| 26. marts 2022 16:00 | CS Minaur Baia Mare | 40–32   | Sola HK | Lascăr Pană Sports Hall, Baia Mare Tilskuere: 1,900 Dommere: Praštalo, Balvan (BIH) |
| 26. marts 2022 16:00 | Lavko 9             | (18–14) | Deila 8 | Lascăr Pană Sports Hall, Baia Mare Tilskuere: 1,900 Dommere: Praštalo, Balvan (BIH) |
| 26. marts 2022 16:00 | 3× 1×               | Rapport | 3× 1×   | Lascăr Pană Sports Hall, Baia Mare Tilskuere: 1,900 Dommere: Praštalo, Balvan (BIH) |

| 3. april 2022 16:00 | Sola HK  | 29–29   | CS Minaur Baia Mare | Stavanger Idrettshall, Stavanger Tilskuere: 2,500 Dommere: Korja, Metsämäki (FIN) |
| 3. april 2022 16:00 | Herrem 8 | (16–10) | Laslo 7             | Stavanger Idrettshall, Stavanger Tilskuere: 2,500 Dommere: Korja, Metsämäki (FIN) |
| 3. april 2022 16:00 | 4× 2×    | Rapport | 3×                  | Stavanger Idrettshall, Stavanger Tilskuere: 2,500 Dommere: Korja, Metsämäki (FIN) |

| 27. marts 2022 14:00 | ESBF Besançon | 23–29   | SG BBM Bietigheim | Palais des Sports, Besançon Tilskuere: 3.000 Dommere: Ciulei, Stanescu (ROU) |
| 27. marts 2022 14:00 | Mairot 5      | (13–17) | Maidhof 10        | Palais des Sports, Besançon Tilskuere: 3.000 Dommere: Ciulei, Stanescu (ROU) |
| 27. marts 2022 14:00 | 4× 1×         | Rapport | 7× 2×             | Palais des Sports, Besançon Tilskuere: 3.000 Dommere: Ciulei, Stanescu (ROU) |

| 2. april 2022 16:00 | SG BBM Bietigheim | 30–20   | ESBF Besançon | MHPArena, Ludwigsburg Tilskuere: 1,481 Dommere: Di Domenico, Fornasier (ITA) |
| 2. april 2022 16:00 | tre spillere 5    | (12–10) | Rosiak 5      | MHPArena, Ludwigsburg Tilskuere: 1,481 Dommere: Di Domenico, Fornasier (ITA) |
| 2. april 2022 16:00 | 5× 1×             | Rapport | 3×            | MHPArena, Ludwigsburg Tilskuere: 1,481 Dommere: Di Domenico, Fornasier (ITA) |

| 27. marts 2022 14:00 | SCM Râmnicu Vâlcea | 33–39   | Herning-Ikast Håndbold | Sala Sporturilor Traian, Râmnicu Vâlcea Tilskuere: 1.500 Dommere: Charitsos, Naskos (GRE) |
| 27. marts 2022 14:00 | Glibko 9           | (17–20) | Friis 11               | Sala Sporturilor Traian, Râmnicu Vâlcea Tilskuere: 1.500 Dommere: Charitsos, Naskos (GRE) |
| 27. marts 2022 14:00 | 4× 1×              | Rapport | 2× 1×                  | Sala Sporturilor Traian, Râmnicu Vâlcea Tilskuere: 1.500 Dommere: Charitsos, Naskos (GRE) |

| 2. april 2022 18:00 | Herning-Ikast Håndbold | 33–28   | SCM Râmnicu Vâlcea | IBF Arena, Ikast Tilskuere: 1,056 Dommere: Rauchs, Linster (LUX) |
| 2. april 2022 18:00 | Scaglione 7            | (16–12) | Elghaoui 10        | IBF Arena, Ikast Tilskuere: 1,056 Dommere: Rauchs, Linster (LUX) |
| 2. april 2022 18:00 | 3×                     | Rapport | 6× 1×              | IBF Arena, Ikast Tilskuere: 1,056 Dommere: Rauchs, Linster (LUX) |

| 26. marts 2022 18:00 | Storhamar HE | 31–33   | Viborg HK | Boligpartner Arena, Hamar Tilskuere: 1.624 Dommere: Hofer, Schmidhuber (AUT) |
| 26. marts 2022 18:00 | Obaidli 9    | (19–18) | Nolsøe 9  | Boligpartner Arena, Hamar Tilskuere: 1.624 Dommere: Hofer, Schmidhuber (AUT) |
| 26. marts 2022 18:00 | 2×           | Rapport | 4× 1×     | Boligpartner Arena, Hamar Tilskuere: 1.624 Dommere: Hofer, Schmidhuber (AUT) |

| 3. april 2022 14:00 | Viborg HK    | 38–37   | Storhamar HE | Vibocold Arena, Viborg Tilskuere: 1,866 Dommere: Weijmans, Wolbertus (NED) |
| 3. april 2022 14:00 | Jørgensen 11 | (19–21) | Hovden 12    | Vibocold Arena, Viborg Tilskuere: 1,866 Dommere: Weijmans, Wolbertus (NED) |
| 3. april 2022 14:00 | 2×           | Rapport | 3× 1×        | Vibocold Arena, Viborg Tilskuere: 1,866 Dommere: Weijmans, Wolbertus (NED) |

## Final 4
Final 4-stævnet blev afholdt i Vibocold Arena i Viborg den 14. til den 15. maj 2022. Lodtrækningen for semifinalerne og offentliggørelse af værtsby blev annonceret den. 7. april 2022.

### Oversigt
|  | Semifinaler       | Semifinaler       |             |    | Finalekamp | Finalekamp |
|  |                   |                   |             |    |            |            |
|  | 14. maj           |                   |             |    |            |            |
|  |                   |                   |             |    |            |            |
|  | Herning-Ikast     | 33                |             |    |            |            |
|  | Herning-Ikast     | 33                | 15. maj     |    |            |            |
|  | SG BBM Bietigheim | 34                |             |    |            |            |
|  | SG BBM Bietigheim | 34                | Viborg HK   | 20 |            |            |
|  | 14. maj           |                   | Viborg HK   | 20 |            |            |
|  |                   | SG BBM Bietigheim | 31          |    |            |            |
|  | Viborg HK         | SG BBM Bietigheim | 31          | 28 |            |            |
|  | Viborg HK         |                   |             | 28 |            |            |
|  | Minaur Baia Mare  | 24                |             |    |            |            |
|  | Minaur Baia Mare  | 24                | Tredjeplads |    |            |            |
|  |                   |                   |             |    |            |            |
|  | 15. maj           |                   |             |    |            |            |
|  |                   |                   |             |    |            |            |
|  | Minaur Baia Mare  | 28                |             |    |            |            |
|  | Minaur Baia Mare  | 28                |             |    |            |            |
|  | Herning-Ikast     | 29                |             |    |            |            |

### Semifinaler
| 14. maj 2021 15:30 | Herning-Ikast | 33–34   | SG BBM Bietigheim | Vibocold Arena, Viborg Tilskuere: 1,469 Dommere: Ünlü Hatipoglu, Simsek (TUR) |
| 14. maj 2021 15:30 | Brandt 8      | (12–14) | Kudłacz-Gloc 8    | Vibocold Arena, Viborg Tilskuere: 1,469 Dommere: Ünlü Hatipoglu, Simsek (TUR) |
| 14. maj 2021 15:30 | 7× 1×         | Rapåort | 7× 1×             | Vibocold Arena, Viborg Tilskuere: 1,469 Dommere: Ünlü Hatipoglu, Simsek (TUR) |

| 14. maj 2021 18:00 | Viborg HK  | 28–24   | Minaur Baia Mare | Vibocold Arena, Viborg Tilskuere: 1,517 Dommere: Christidi, Papamattheou (GRE) |
| 14. maj 2021 18:00 | Haugsted 7 | (16–13) | Laslo 7          | Vibocold Arena, Viborg Tilskuere: 1,517 Dommere: Christidi, Papamattheou (GRE) |
| 14. maj 2021 18:00 | 3× 1×      | Rapport | 2×               | Vibocold Arena, Viborg Tilskuere: 1,517 Dommere: Christidi, Papamattheou (GRE) |

### Bronzekamp
| 15. maj 2021 15:30 | Minaur Baia Mare | 28–29   | Herning-Ikast | Vibocold Arena, Viborg Tilskuere: 1,688 Dommere: Duplii, Pobedrina (UKR) |
| 15. maj 2021 15:30 | Lavko 7          | (12–14) | Bakkerud 6    | Vibocold Arena, Viborg Tilskuere: 1,688 Dommere: Duplii, Pobedrina (UKR) |
| 15. maj 2021 15:30 | 4×               | Rapport | 1×            | Vibocold Arena, Viborg Tilskuere: 1,688 Dommere: Duplii, Pobedrina (UKR) |

### Finalekamp
| 15. maj 2021 18:00 | Viborg HK      | 20–31   | SG BBM Bietigheim | Vibocold Arena, Viborg Tilskuere: 1,697 Dommere: Antic, Jakovljevic (SRB) |
| 15. maj 2021 18:00 | K. Jørgensen 5 | (10–17) | Maidhof 6         | Vibocold Arena, Viborg Tilskuere: 1,697 Dommere: Antic, Jakovljevic (SRB) |
| 15. maj 2021 18:00 | 4× 2×          | Rapport | 4× 2×             | Vibocold Arena, Viborg Tilskuere: 1,697 Dommere: Antic, Jakovljevic (SRB) |